# Лангевізен
Лангевізен (нім. Langewiesen) — колишнє місто в Німеччині, розташоване в районі Ільм землі Тюрингія. У липні 2018 року увійшло до складу міста Ільменау.
Площа — 27,51 км2. До втрати статусу міста населення становило 3 544 осіб.